# Jizan (provins)
Jizan (arabiska: جيزان) är Saudiarabiens minsta provins. Jizan har totalt en 300 km lång kust längs Röda havet, och ligger precis norr om Jemen. Jizans residensstad heter Jizan. Jizan inkluderar över 100 öar i Röda havet, bland annat Farasanbankarna, som är ett populärt dykmål för turister. Farsanbankarna är den utrotningshotade arabiska gasellens hem, och dessutom övervintringsplats för många flyttfåglar från Europa.